# Circonscription de Xánthi
La circonscription de Xánthi (en grec Εκλογική περιφέρεια Ξάνθης) est une circonscription législative de la Grèce. Elle correspond au territoire du nome de Xánthi. Elle compte 115 319 électeurs inscrits en janvier 2015.

Situation de la circonscription de Xánthi

## Élections législatives de mai 2012

### Résultats
La circonscription de Xánthi élit trois députés en mai 2012. Les élections ont lieu au scrutin proportionnel plurinominal avec prime majoritaire et un seuil de représentation de 3 % des suffrages exprimés au niveau national.
69 032 électeurs se sont exprimés sur 115 165 inscrits, soit un taux de participation de 59,94 %. Parmi les vingt-quatre listes candidates, trois listes obtiennent chacune un siège dans la circonscription.
| Rang | Liste                              | Nombre de voix | Pourcentage des voix | Nombre de sièges |
| ---- | ---------------------------------- | -------------- | -------------------- | ---------------- |
| 1    | SYRIZA                             | +15 995,       | 24,13 %              | 1                |
| 2    | Nouvelle Démocratie                | +14 466,       | 21,82 %              | 1                |
| 3    | Mouvement socialiste panhellénique | +08 279,       | 12,49 %              | 1                |
| 4    | Grecs indépendants                 | +05 125,       | 7,73 %               | 0                |
| 5    | Alliance démocrate                 | +03 646,       | 5,50 %               | 0                |
| 6    | Gauche démocrate                   | +03 324,       | 5,01 %               | 0                |
| 7    | Parti communiste de Grèce          | +03 118,       | 4,70 %               | 0                |
| 8    | Aube dorée                         | +02 850,       | 4,30 %               | 0                |

### Députés

#### SYRIZA
La liste de la SYRIZA est en tête et obtient un siège.
| Rang | Nom            | Nombre de voix |
| ---- | -------------- | -------------- |
| 1    | Hussein Zeybek | +11 246,       |

#### Nouvelle Démocratie
La liste de la Nouvelle Démocratie est deuxième et obtient un siège.
| Rang | Nom               | Nombre de voix |
| ---- | ----------------- | -------------- |
| 1    | Aléxandros Kondós | +06 253,       |

#### Mouvement socialiste panhellénique
La liste du Mouvement socialiste panhellénique est troisième et obtient un siège.
| Rang | Nom                 | Nombre de voix |
| ---- | ------------------- | -------------- |
| 1    | Dimitrios Saltouros | +02 056,       |

## Élections législatives de juin 2012

### Résultats
La circonscription de Xánthi élit trois députés en juin 2012. Les sièges sont répartis à l'issue d'un scrutin proportionnel plurinominal avec prime majoritaire entre les listes ayant obtenu au moins 3 % des suffrages exprimés au niveau national.
66 095 électeurs se sont exprimés sur 115 226 inscrits, soit un taux de participation de 57,36 %. Parmi les dix-huit listes candidates, trois listes obtiennent chacune un siège dans la circonscription.
| Rang | Liste                              | Nombre de voix | Pourcentage des voix | Nombre de sièges |
| ---- | ---------------------------------- | -------------- | -------------------- | ---------------- |
| 1    | SYRIZA                             | +24 962,       | 38,56 %              | 1                |
| 2    | Nouvelle Démocratie                | +17 143,       | 26,48 %              | 1                |
| 3    | Mouvement socialiste panhellénique | +06 308,       | 9,74 %               | 1                |
| 4    | Grecs indépendants                 | +04 618,       | 7,13 %               | 0                |
| 6    | Aube dorée                         | +03 166,       | 4,89 %               | 0                |
| 5    | Gauche démocrate                   | +02 802,       | 4,33 %               | 0                |
| 7    | Parti communiste de Grèce          | +02 166,       | 3,35 %               | 0                |

### Députés

#### SYRIZA
La liste de la SYRIZA est en tête et obtient un siège.
| Rang | Nom            |
| ---- | -------------- |
| 1    | Hussein Zeybek |

#### Nouvelle Démocratie
La liste de la Nouvelle Démocratie est deuxième et obtient un siège.
| Rang | Nom               |
| ---- | ----------------- |
| 1    | Aléxandros Kondós |

#### Mouvement socialiste panhellénique
La liste du Mouvement socialiste panhellénique est troisième et obtient un siège.
| Rang | Nom                 |
| ---- | ------------------- |
| 1    | Dimitrios Saltouros |

## Élections législatives de 2015

### Résultats
La circonscription de Xánthi élit trois députés en janvier 2015. Les sièges sont répartis à l'issue d'un scrutin proportionnel plurinominal avec prime majoritaire entre les listes ayant obtenu au moins 3 % des suffrages exprimés au niveau national.
66 843 électeurs se sont exprimés sur 115 319 inscrits, soit un taux de participation de 57,96 %. Parmi les dix-sept listes candidates, deux listes obtiennent au moins un siège dans la circonscription.
| Rang | Liste                                | Nombre de voix | Pourcentage des voix | Nombre de sièges |
| ---- | ------------------------------------ | -------------- | -------------------- | ---------------- |
| 1    | SYRIZA                               | +29 355,       | 45,43 %              | 2                |
| 2    | Nouvelle Démocratie                  | +15 224,       | 23,56 %              | 1                |
| 3    | Mouvement socialiste panhellénique   | +04 165,       | 6,45 %               | 0                |
| 4    | Aube dorée                           | +03 094,       | 4,79 %               | 0                |
| 5    | La Rivière                           | +02 916,       | 4,51 %               | 0                |
| 6    | Grecs indépendants                   | +02 623,       | 4,06 %               | 0                |
| 7    | Mouvement des socialistes démocrates | +02 547,       | 3,94 %               | 0                |
| 8    | Parti communiste de Grèce            | +01 543,       | 2,39 %               | 0                |

### Députés
La répartition des sièges au sein de chaque liste élue dépend du nombre de voix obtenues individuellement par chaque candidat, suivant le système du vote préférentiel. Dans la circonscription de Xánthi, les listes peuvent comporter jusqu'à cinq candidats. Les électeurs peuvent exprimer un vote préférentiel pour l'un des candidats sur la liste pour laquelle ils votent.

#### SYRIZA
La liste de la SYRIZA est en tête et obtient deux sièges.
| Rang | Nom                    | Nombre de voix |
| ---- | ---------------------- | -------------- |
| 1    | Chouseïn Zeïmpék       | +16 346,       |
| 2    | Efstathios Giannakidis | +03 778,       |

#### Nouvelle Démocratie
La liste de la Nouvelle Démocratie est deuxième et obtient un siège.
| Rang | Nom               | Nombre de voix |
| ---- | ----------------- | -------------- |
| 1    | Alexandros Kondos | +07 269,       |